# Juan Ramón Garrido
Juan Ramón Garrido Meza (Santiago, Chile, 12 de septiembre de 1963) es un exfutbolista chileno que jugó en la posición de Delantero.

## Trayectoria
Se inició en las divisiones inferiores del club Santiago Morning en 1979, debutando en el profesionalismo en 1983 en Primera B, siguió su carrera en Deportes Victoria el año 1985, Deportes Concepción, Ñublense, Deportes Valdivia, Curicó Unido, Deportes Linares y Antofagasta. En 1989 arriba a Palestino en ese entonces en Primera B, con en club árabe logra el ascenso a la Primera División al obtener el subcampeonato de la Segunda División de Chile 1989, consiguiendo además el título de máximo anotador aquel año. La buena campaña de 1989 y 1990 en Palestino le valen ser transferido al extranjero, primeramente a los Tecos de la Universidad Autónoma de Guadalajara de México y después a Independiente Santa Fe de Colombia.
De vuelta en Chile defendió nuevamente a Palestino, Deportes Temuco y Unión San Felipe.

## Selección nacional
Vistió la camiseta de la Selección de fútbol de Chile en dos encuentros durante el año 1990, ambos válidos por la Copa Expedito Teixeira disputados ante la Selección de Brasil en Santiago y en la ciudad de Belém, ambos juegos finalizados en empate 0–0.

### Partidos internacionales
| 1     | 17 de octubre de 1990  | Estadio Nacional, Santiago, Chile                                | Chile      | 0-0 | Brasil |   |  | Arturo Salah | Copa Expedito Teixeira |
| 2     | 8 de noviembre de 1990 | Estadio Estadual Jornalista Edgar Augusto Proença, Belém, Brasil | Brasil     | 0-0 | Chile  |   |  | Arturo Salah | Copa Expedito Teixeira |
| Total | Total                  | Total                                                            | Presencias | 2   | Goles  | 0 |  |              |                        |

| Selección chilena | Selección chilena | Selección chilena |
| Año               | Partidos          | Goles             |
| ----------------- | ----------------- | ----------------- |
| 1990              | 2                 | 0                 |
| Total             | 2                 | 0                 |

## Clubes
| Club                   | País     | Año       |
| ---------------------- | -------- | --------- |
| Santiago Morning       | Chile    | 1983-1984 |
| Deportes Victoria      | Chile    | 1985      |
| Deportes Concepción    | Chile    | 1986      |
| Ñublense               | Chile    | 1986      |
| Deportes Valdivia      | Chile    | 1987      |
| Curicó Unido           | Chile    | 1987      |
| Deportes Linares       | Chile    | 1988      |
| Deportes Antofagasta   | Chile    | 1988      |
| Palestino              | Chile    | 1989-1990 |
| Tecos UAG              | México   | 1990-1991 |
| Independiente Santa Fe | Colombia | 1991      |
| Palestino              | Chile    | 1992      |
| Unión San Felipe       | Chile    | 1993      |
| Deportes Temuco        | Chile    | 1994      |
| Unión San Felipe       | Chile    | 1994      |

## Palmarés

### Distinciones individuales
| Distinción                      | Año  |
| ------------------------------- | ---- |
| Goleador de la Segunda División | 1989 |